# Classe Tre Kronor
La classe Tre Kronor fu una classe di incrociatori leggeri composta da due unità entrate in servizio nel 1947 per la Svenska marinen.
Costruite nell'ambito dei piani di espansione della forza navale della Svezia durante il periodo della seconda guerra mondiale e più volte rimodernate, le unità prestarono servizio con la marina svedese fin verso la fine degli anni 1960: il HMS Tre Kronor fu radiato dal servizio nel 1964 e avviato alla demolizione, mentre il HMS Göta Lejon fu radiato nel 1970 e venduto al Cile, entrando in servizio nella Armada de Chile nel 1971 con il nuovo nome di Almirante Latorre e rimanendo in attività fino al 1984.

## Caratteristiche

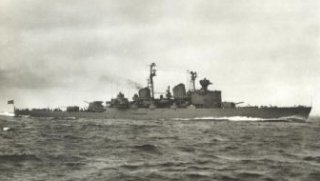
Il Göta Lejon in navigazione

Allo scoppio della seconda guerra mondiale, la Marina svedese si rese conto dell'obsolescenza delle unità di prima linea a sua disposizione, composte da vecchie corazzate costiere scortate da torpediniere di piccole dimensioni, e avviò un programma di nuove costruzioni per ristrutturare la flotta su due squadroni di moderni cacciatorpediniere e torpediniere di grossa stazza ognuno dei quali sarebbe stato guidato da un incrociatore leggero.
Il progetto per i due nuovi incrociatori leggeri, che presero il posto destinato a due nuove corazzate costiere della classe Sverige, fu commissionato nel 1940 alla Cantieri Riuniti dell'Adriatico (CRDA) di Trieste, in ragione di una serie di cooperazioni intraprese tra Italia e Svezia nel campo delle unità navali da guerra (comprendente, tra l'altro, la vendita agli svedesi di due cacciatorpediniere classe Quintino Sella e due torpediniere classe Spica dismessi dalla Regia Marina); per la nuova classe la CRDA riprese il progetto degli incrociatori leggeri classe Naresuan in quel momento in costruzione per la Thailandia, ma aumentando il dislocamento da 5.000 a oltre 7.000 tonnellate in ragione di una corazzatura più spessa e di un sistema propulsivo capace di una potenza più che doppia (da 40.000 a 100.000 shp). Gli schemi del progetto arrivarono in Svezia nel 1941, ma la costruzione non iniziò prima del 1943 a causa di una serie di modifiche discusse e imposte dai vertici della marina; le unità entrarono in servizio quindi a guerra ormai finita, nel 1947.
Lo scafo dei Tre Kronor era lungo 182 metri fuori tutto, largo 16,45 metri e con un pescaggio di 5,94 metri; il dislocamento standard ammontava a 7.519 tonnellate, cifra che saliva a 9.348 tonnellate con la nave a pieno carico. Il sistema propulsivo era basato su due alberi motore con due eliche azionati da due turbine a vapore De Laval, alimentate da quattro caldaie Motala a olio combustibile; la potenza era di 100.000 shp, garantendo una velocità massima di 33 nodi e un'autonomia di 4.350 miglia nautiche alla velocità di 14 nodi. L'equipaggio ammontava a 618 tra ufficiali e marinai.

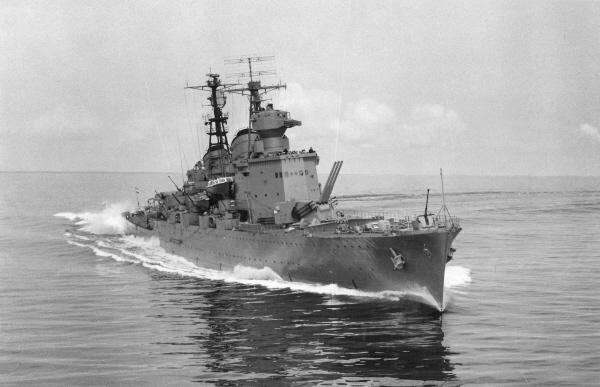
Il Tre Kronor durante un'accostata

Alla costruzione l'armamento principale consisteva in sette cannoni Bofors 152 mm, originariamente ordinati alla Svezia per conto della Marina militare olandese (dove dovevano equipaggiare i nuovi incrociatori classe De Zeven Provinciën) ma sequestrati da governo svedese dopo l'occupazione tedesca dei Paesi Bassi nel maggio 1940; il progetto originario della CRDA prevedeva tre torri triple per i pezzi da 152 mm, ma visto il notevole incremento del dislocamento che questa soluzione comportava il progetto finale previde un'unica torre tripla posta a prua e due torri binate sovrapposte collocate a poppa. I pezzi da 152 mm potevano sparare un proiettile da 46 chilogrammi alla distanza massima di 26.000 metri, con un rateo di 12-15 colpi al minuto; l'alzo massimo raggiungeva i 70° in elevazione, consentendo l'impiego dei pezzi principali anche nel tiro antiaereo.
Il resto dell'armamento era costituito da 20 cannoni antiaerei Bofors 40 mm in dieci torrette binate poste attorno e sopra la sovrastruttura principale, sette cannoni singoli antiaerei da 25 mm e sei tubi lanciasiluri da 533 mm in due impianti tripli; le unità erano inoltre configurate per poter imbarcare e rilasciare 120 mine navali. La corazzatura prevedeva una cintura corazzata spessa 70 mm e due ponti corazzati spessi 30 mm; le torrette dei pezzi principali avevano una facciata spessa 125 mm, un soffitto spesso 50 mm e fiancate di 30 mm, mentre la torre di comando era protetta da 20-25 mm di blindatura.
Entrambe le unità furono modernizzate nei primi anni 1950, ricevendo un nuovo ponte corazzato e apparati radar di scoperta mentre i cannoni da 25 mm furono rimpiazzati da altrettanti pezzi da 40 mm. Il Göta Lejon fu ulteriormente modernizzato tra il 1957 e il 1958, ricevendo nuovi apparati radar e rimpiazzando l'intero armamento antiaereo con quattro cannoni singoli Bofors 57 mm e undici pezzi da 40 mm di nuovo tipo; un simile potenziamento era previsto anche per il Tre Kronor, ma fu cancellato per mancanza di fondi sufficienti.

## Unità
| Nome           | Costruttore                   | Impostazione      | Varo             | Entrata in servizio | Destino finale |
| -------------- | ----------------------------- | ----------------- | ---------------- | ------------------- | --- |
| HMS Tre Kronor | Götaverken                    | 27 settembre 1943 | 16 dicembre 1944 | 25 ottobre 1947     | radiato il 1º gennaio 1964, venduto per la demolizione nel 1968                                                                                  |
| HMS Göta Lejon | Eriksbergs Mekaniska Verkstad | 27 settembre 1943 | 17 novembre 1945 | 15 dicembre 1947    | radiato il 1º luglio 1970 e venduto al Cile; ribattezzato Almirante Latorre, radiato dal servizio nel 1984 e venduto per la demolizione nel 1986 |